# Mobileゴルフパンヤ
『Mobileゴルフ パンヤ』（モバイル-）とは、韓国のNtreev Soft（エントリーブソフト） が開発したスカッとゴルフパンヤをベースとする携帯電話用の3Dオンラインゴルフゲームである。

## 概要
全世界で1100万人がPC等で遊んでいるゴルフゲームスカッとゴルフ パンヤをベースとする『Mobile ゴルフ パンヤ』（略称「モバパン」）は、インタラクティブブレインズが開発し携帯電話用のオンラインゲームとしてサービスされている。2008年2月21日にKDDIよりサービス開始され、6月9日にはNTTドコモでも開始された。なお、ソフトバンクモバイル（S!アプリ）には対応していない。
特徴の一つは、業界初の試みであるKDDIとGREEが提供する携帯電話向けSNS「au one GREE」と連動していることである。同SNS内に本作の公式コミュニティが設置されており、日記やスコア、対戦記録などを書き込める。また、毎月更新されるファッションアイテム（アバター）でキャラクターの着せ替えを楽しむ事ができる。アイテムやアバターは、ゲーム内で獲得するパンヤポイント（PP）や個別課金で購入するクッキーポイント（CP）を利用し購入する。

### 歴史
2008年
2月21日 - EZアプリ（KDDI）にてサービス開始
2月21日 - SNS「au one GREE」と連動開始
6月9日 - iアプリ（NTTドコモ）にてサービス開始

### 「Mobileゴルフパンヤ」の特徴
- 毎月更新されるたくさんのファッションアイテム（アバター）でキャラクターの衣装を着せ替えたりしながら、ゴルフゲームが楽しめる。
- 対戦モードでは、ゴルフとファッションセンスをリアルタイムの通信対戦で友達と競うことができる。
- 携帯電話の利用シーンに合わせた数種類のホール設定で気軽にオンライン対戦を満喫できる。
- ユーザーは、SNS「au one GREE」内に設置された公式コミュニティや日記にスコア記録や対戦情報を書きこめ、ユーザー間でコミュニケーションを取ることができる。

## ゲームシステム

### 戦い方
基本ルールは、スカッとゴルフ パンヤと同様。誰でも簡単に楽しめるゴルフゲームになっている。数種類のキャラクター・クラブセット・キャディなどを購入し、自らの能力を上げることで他のプレイヤーと共に対戦を楽しめる。対戦方法は「一人モード」「対戦モード」「大会モード」の3つがある（※大会モードは現在未実装）。

### ゲームモード

#### 一人モード
- ゲームタイプ：個人ストローク
- 最大人数：1人
- ホール数：3H、6H、9H、18H
- 制限時間：30秒、60秒、90秒

#### 対戦モード
- ゲームタイプ：個人ストローク
- 最大人数：2人
- ホール数：3H、6H、9H、18H
- 制限時間：30秒、60秒、90秒

個人ストローク
実際のゴルフと同じく、全ホールの総打数が最も少ない人が勝利。同じ場合は、そのホールで得たPPが多い人が勝利。キャラクターの操作はターン制で参加者の中から１人ずつ行われ、他人のターン中はその操作を終えるまで待つことになる。基本的にピンから現在位置までの距離が一番遠い人にターンの権利が与えられる。
1. 開始ホールの1打目は、対戦ルームの設定者の順番
2. 次ホールの1打目は、前ホールのスコアの順番（ただし、同スコアのプレイヤー達は、そのプレイヤー達の前ホール開始順となる）
3. ティーショット以外で残り飛距離が小数点以下含めて偶然一致した場合は、現在のホールの開始順

#### 大会モード
- 現在、実装

### コース
コースは現在3コースが実装されている。
ルームを作成すると「Master」となり、そのルームの設定（パスワード、コース、ホール数、制限時間）を自由に設定できる。
Blue Lagoon（ブルーラグーン）
略称「BL」。
南国コース、リベラに在るとされる。チュートリアルで練習する際に使用されるコースで一般的に最も簡単といわれるが、グリーンの難易度は高い。
最初からプレイできる。
Blue Moon（ブルームーン）
略称「BM」。
夜のコースで、Blue Lagoonと同じくリベラに在るとされる。Lagoon・Waterのティーグラウンドの位置にグリーン、グリーンの位置にティーグラウンドがあるため、打ち上げとなるホールが多い。
クッキーポイント（CP）にて購入。
Pink Wind（ピンクウィンド）
略称「PW」。
桜の木が植樹されており、春の雰囲気を醸し出すコース。Sepia Windに比べると簡単になっているが飛距離が必要になるホールも存在する。グリーンが平坦なホールが多い。
コース実装日
2008年2月21日 - Blue Lagoon（EZ）
2008年2月21日 - Blue Moon（EZ）
2008年5月15日 - Pink Wind（EZ）

## 戦略的な要素

### 能力値
キャラクターの能力値は5つ。基本、スカッとゴルフ パンヤと同様。
パワー
ボールを遠くに飛ばす力。ドライバー (1W) の最高飛距離は、「200+パワー×2」ヤード。2Wは1Wの-20Y、3Wは1Wの-40Yとなっている。ウッド以外の各クラブはパワーをいくつにしても最高飛距離は一定。
コントロール
高いほどゲージの動きが遅くなり、一般的にはパンヤ（ナイスショット）を出しやすい。
正確度
高いほどゲージ桃色の部分が広がって、ミスショットをした際にボールのズレが出にくくなる。
スピン
高いほどボールが転がりやすくなり、ボールにパワースピンをかけた時に強くスピンする。
カーブ
高いほど、ボールにカーブをかけた時に大きくボールが曲がる。ショット時にカーブ能力に応じてカーブの強さの調整が可能

### 特殊ショット
特定のコマンドを入力しパンヤショットを出すと特別なショットを打てる。
パンヤショットが必要な特殊ショット（スカッとゴルフ パンヤと操作方法が違う）
パワースピン (power spin)
トップスピンなら携帯電話キー「5」を押し、打点をボールの上側にして、ショット時パワーゲージ設定後、方向キー「↑」押し、バックスピンなら携帯電話キー「5」を押し、打点をボールの下側にして、ショット時パワーゲージ設定後、方向キー「↓」押す。
トップスピンはボールが止まったら前に、バックスピンはバウンドがなくなり転がり始める前に後ろに進む。トップスピンは水切り（水面を落ちずに跳ねる）の効果がある。
パワーカーブ (power curve)
左弧カーブなら携帯電話キー「5」を押し、打点をボールの左側にして、ショット時パワーゲージ設定後、方向キー「←」押し。右弧カーブなら携帯電話キー「5」を押し、打点をボールの右側にして、ショット時パワーゲージ設定後、方向キー「→」押し。
円の弧を描くような非常に大きいカーブをかける。

パンヤコンボゲージが必要な特殊ショット
パワースピン・パワーカーブと併用可能。
トマホークショット (tomahawk)
パワーショット状態でショット時パワーゲージ設定後、方向キー「↑」「↓」。
一気に打球が高く上がり、放物線を描いて着弾。その後ボールは転がらない（急斜面やコース内のオブジェなどに接触するとこの効果はなくなる）。バックスピンと組み合わせてチップインを狙うことが多い（トマバック・トマBS）。パワーショットを必要とする他の特殊ショットと比較すると、風の影響が少なく、アイアンやウェッジでも使用可能であるなど欠点が少ないため、特殊ショットの中では一番多用されている。
コブラショット (cobra)
パワーショット状態でショット時パワーゲージ設定後、方向キー「→」「↑」。
最初は弾道が低く最後に高くなるショット。障害物をくぐらせたい時に非常に有効であるが、他の特殊ショットより飛距離がやや劣るのが欠点。ウッドでのみ使用可能。
スパイクショット (spike)
パワーショット状態でショット時パワーゲージ設定後、方向キー「→」「↓」。
最初は弾道が低く、それから高く上がる。最高到達地点で一旦止まり、そこから一直線に落ちて着弾する（コブラショットをかなり高くしたような弾道と、トマホークショットのように着弾後に爆発する）。高低差で飛距離が大きく変わるため、予想以上に着弾地点の予測が難しい。そのためプレイヤーの判断力が問われる特殊ショット。ウッドでのみ使用可能。

## キャラクター
プレイヤーが操作できるプレイヤーキャラクター、アドバイスなどをしてくれるキャディ、補助などをしてくれるマスコットの三種類がある。

### プレイヤーキャラクター
プレイヤーの分身となるキャラクター達。それぞれキャラクターによって初期能力が異なり、専用の装備品が用意されている。装備品は装備箇所によって上着（パーカーやシャツ）・下着（ズボンやスカート）・靴・アクセサリー（帽子やグローブ）・ヘアカラーに分かれている。アバター感覚で着せ替えを楽しむ事も出来るが、装備品の中にはキャラクターの能力を強化してくれるものもあり、ビジュアルを優先するかキャラクターの能力アップを取るかにもプレイヤーの悩み所と楽しみがある。
開始時に使用できるキャラクターは男性ならケン、女性ならエリカである。その他のキャラクターはCP（特定の衣装とセット）またはPPで購入する。
ケン
ピピンと言う妖精に誘われパンヤ大会に出場する事となる。平均的な能力を持つ15歳。その昔、魔王からパンヤ世界を救った勇者の末裔。パンヤ歴・2ヶ月。得意クラブはアイアン。瞳の色：緑。
エリカ
ポニーテールの少女。パンヤ島のガイド、キューマ少年の招待を受けパンヤ大会に参加。ケンと同じ能力の14歳。パンヤ歴・2ヶ月。得意クラブはアイアン。瞳の色：緑。
ダイスケ
中年男性。パンヤ島・リベラ村の村長の娘、ロロの招待を受けて大会に参加した元警察官。スピンテクニックに長ける41歳。パンヤ歴・3ヶ月。得意クラブはウッド。
セシリア※現在未実装
趣味は工作という金髪の美女。機械文明の発達した部族、マシュナ族の母艦・シルビア号の一等航海士。シルビア号の代表として参戦。カーブテクニックを得意とする27歳。パンヤ歴・8ヶ月。得意クラブはウッド。瞳の色：青。
マックス※現在未実装
長髪の青年。戦闘機のパイロットになりたいという夢を持つ。元はイギリスのトップテニスプレーヤーだったが、不慮の飛行機事故に見舞われ、その際パンヤ島のコロスクロノス族に救われる。それをきっかけにパンヤ島を訪れる事となる。強いパワーを誇るが、スピン・カーブは不得手な23歳。パンヤ歴・1ヶ月。得意クラブはウッド。瞳の色：黒。
クー
パンヤ島バルトス地域における最強の海賊の一人娘にして、海賊船「ルナーテューム」の少女船長。大砲を片手で引きずる怪力の持ち主らしくパワーとコントロールが高め。11歳。海賊船長とは言え少女らしく一番好きなものはパパ。二番目が大砲。パンヤ歴・7ヶ月。得意クラブはアイアン。瞳の色：赤。
アリン※現在未実装
お嬢様然とした少女。魔術師の家系に生まれ、マガ谷に在るウィズ魔法学校を首席で卒業した優秀な魔術師。魔術師としては10年の経歴を持つ。パンヤをプレイするマックスに憧れ、パンヤ大会に参戦。不得手がなく安定した能力を持つ20歳。良いスコアが出るとペットの鳥（名前：ハト）を使って優雅な魔法を見せる。パンヤ歴・9ヶ月。得意クラブはアイアン。瞳の色：紫。
カズ※現在未実装
遠い昔、勇者（ケンの祖先）によって封印された魔王の生まれ変わり。1年前、魔王として再び覚醒する直前に恋人のカレンが命がけで阻止し、そのショックで彼は記憶喪失になってしまった。以来カレンの霊が見えるようになる。失った記憶を求めパンヤ島にやってきた。古来より剣と黒魔術を操るルー族のひとり。剣術歴12年、パンヤ歴・3ヶ月。苦手なクラブは無し。能力のバランスが良く、安定している18歳。瞳の色：橙。
キャラクター実装日
2008年2月21日 - ケン(EZ)
2008年2月21日 - エリカ(EZ)
2009年5月21日 - アリン(EZ)

### キャディ
実際のゴルフ同様キャディを連れてホールを回ることができる。
キャディはプレイヤーの能力を上昇させゲーム中にアドバイスなどをしてくれる。キャディの入手方法は、PPで購入する・CPで購入する・特典や景品として入手する、などがある。
ポンタ（Ponta）
チュートリアルモードを途中でスキップすることなくクリアすると雇える。見た目は紙袋。それはベンテュースにあるお店のショッピングバック。喋ることはできない。
ピピン（Pipin）
コロスクロノス族の妖精。時空間を自由に移動（テレポート）してボールを追う。毒舌なことで有名。嫌いなものはニンニクとネギ。（ピピン占いより）
タンプー（Tangpoo）※現在未実装
見た目は白熊。パンヤ島・ベンテュースでクラブセットを製造するティタン族の出自故か、難解な言葉を話す。ゲームをそれなりにやり込まないと雇えない。ティタンチャムという師匠を持つ。
ドルフ（Dolph）※現在未実装
イルカの子供だがなぜか人語を喋る。パンヤ島で母親（ママ）を探し、会うために飛行練習をしている。常に持っている傘がチャームポイント。いつか飛べるようになった時、着地用にと傘を持っている。
ロロ（Lolo）※現在未実装
くるくる変わる表情が愛らしい、パンヤ島・リベラ村の村長の娘。腕を伸ばして走るのが特徴。CP衣装を装備すると、最初からパワーショットを1発打てる状態になる。
キューマ（Quma）※現在未実装
浅黒い肌を持つパンヤ島・リベラ村在住の少年。一見クールに話す彼だが、心根は優しくドルフの保護者代わりでもある。CP衣装を装備すると、最初からパワーショットを1発打てる状態になる。
キャラクター実装日
2008年2月21日 - ポンタ(EZ)
2008年2月21日 - ピピン(EZ)

### 階級
プレイヤーは経験によって、ルーキー・ビギナー・ジュニア・シニア・アマチュア・セミプロ・プロ・ナショナルプロ・ワールドプロ・マスター・トップマスター・ワールドマスター・レジェンドの13ランクに分けられ、さらにA - E（ルーキーはA - F）に区分される。階級が上がると遊べるモードが増える・購入できるアイテムが増える・パワーの上げ過ぎによるコントロール・正確度の減少が少なくなるなどの特典がある。

## PC版等との連携
運営会社が違う事から現在は、見受けられない。